# کوستین لوگ
کوستین لوگ (به لاتین: Kostin Log) یک منطقهٔ مسکونی در روسیه است که در سرزمین آلتای واقع شده‌است.